# Tarzan en la gruta del oro
Tarzan en la gruta del oro (eng:Tarzan and the Golden Cave) is een Spaans-Italiaanse film uit 1969 van Manuel Caňo met Steve Hawkes, Krista Nell en Kitty Swan in de hoofdrollen. Het scenario is van Umberto Lenzi, Santiago Moncada en Joaquin Luis Romero Marchent en losjes gebaseerd op de boeken over Tarzan van Edgar Rice Burroughs.
De film werd samen met het vervolg Tarzán y el arco iris (eng:Tarzan and the Brown Prince, 1972) achterelkaar opgenomen. Opnames werden onder andere gemaakt in de Filipijnen, Suriname, Spanje, Miami, Florida en Puerto Rico. In de Verenigde Staten, Italië en diverse andere landen mocht de naam Tarzan niet in de titel gevoerd worden, dit vanwege auteursrechten en kwam het uit als Zan, King of the Jungle.
In Nederland kwam de film uit onder de titel De geweldenaar van de jungle op 8 april 1970. In Suriname werd de film later uitgebracht onder de alternatieve naam The Suri-man from Surinam, dit vanwege dat de film grotendeels in de jungle van Suriname was opgenomen. De Surinaamse Juliana van Linger had een kleine bijrol als kamermeisje in de film.

## Verhaal
Een groep goudzoekers zijn op zoek naar een legendarische grot, maar weten deze niet te vinden. Volgens een van hen zouden de vrouwelijk "Amazone" stam de weg naar de grot wel weten te vinden en breken er gevechten uit in het kamp tussen te strijdende partijen. De Amazone Koningin roept dan de hulp in van Tarzan en deze moet de mannen tegenhouden en misleiden op zoek naar de grot te gaan. Ondertussen wordt ook de dochter van de Amazone koningin ontvoerd door een inheemse stam en bied Tarzan/Zan opnieuw redding.

## Cast
- Steve Hawkes/Steve Sipek - Tarzan/Zan
- Kitty Swan - Amazon Queen
- Krista Nell - Mary
- Ugo Sasso - Robert
- Jesus Puento - Julius
- Luis Marin - Bill
- Antonio Casas - Red Sullivan